# End of message
End of message (kurz EOM), deutsch „Spruchende“, bezeichnet das Ende einer Nachricht. Im Schriftverkehr wird die Kurzform meist zur Verdeutlichung des Abschlusses einer E-Mail verwendet.
Mit der Kurzform EOM wird dem Empfänger mitgeteilt, dass danach keine relevanten Informationen mehr folgen oder weitere Dokumente geöffnet werden müssen. Damit kann der Empfänger Zeit sparen und ein effektiverer Umgang mit ausgetauschten Informationen ist möglich.
In früheren Kommunikationsmethoden wie der Fernschreiber-Technik wurde das Ende einer Sequenz mit NNNN gekennzeichnet. Im Morsecode inklusive des Funkamateurbetriebs wird das Funkverkehrszeichen AR (·−·−·) als Kürzel verwendet, das ebenfalls End of message bedeutet.